# Euphorbia jablonskii
Euphorbia jablonskii es una especie fanerógama perteneciente a la familia de las euforbiáceas.  Es originaria de  Brasil.

## Taxonomía
Euphorbia jablonskii fue descrita por Victor W. Steinmann y publicado en Contributions from the University of Michigan Herbarium 25: 231–234, f. 1. 2007.
Etimología
Euphorbia: nombre genérico que deriva del médico griego del rey Juba II de Mauritania (52 a 50 a. C. - 23), Euphorbus, en su honor – o en alusión a su gran vientre –  ya que usaba médicamente Euphorbia resinifera. En 1753 Carlos Linneo asignó el nombre a todo el género.
jablonskii: epíteto otorgado  en honor del botánico húngaro Eugene Jablonski (1892-1975), especialista de las euforbiáceas que trabajó en el Jardín Botánico de Nueva York